# The Legend of Heroes: Trails of Cold Steel III
The Legend of Heroes: Trails of Cold Steel III (英雄伝説 閃の軌跡III, Eiyū Densetsu: Sen no Kiseki Three) est un jeu vidéo de rôle développé et édité par Nihon Falcom, sorti à partir de 2017 sur Windows, PlayStation 4 et Nintendo Switch.

## Système de jeu
Le jeu se déroule comme un JRPG traditionnel avec des batailles au tour par tour, comme dans Trails of Cold Steel et Trails of Cold Steel II. L'accent a également été mis sur l'accélération des combats, notamment en rendant les transitions vers les scènes de combat plus transparentes et en permettant de mapper davantage de commandes de combat à des boutons spécifiques plutôt qu'à divers menus, bien que les combats soient toujours principalement basées sur des menus.

## Trame
Le jeu est la suite directe des deux précédents jeux Trails of Cold Steel, se déroulant un an et demi après les événements de Trails of Cold Steel II. L'histoire est centrée sur le personnage principal Rean Schwarzer, désormais professeur militaire, ainsi que ses étudiants et le reste de ses amis de l'école militaire des deux jeux précédents. L'histoire explore notamment des sujets tels que les origines mystérieuses de la naissance de Rean, et le développement des autres personnages ont fait depuis les événements des jeux précédents. Le jeu inclut également l'apparition de Tita et Agate, des personnages de Trails in the Sky, un arc de l'histoire précédente de la série Trails, ainsi que Tio et Randy, des personnages de Zero no Kiseki et Ao no Kiseki.
Rean est désormais instructeur au Thors Branch Campus, enseignant la nouvelle génération de la classe VII. La nouvelle classe est composée de Juna Crawford (une jeune fille de l'ancien état de Crossbell), Kurt Vander (dont la famille a perdu la responsabilité de protéger la famille impériale), Altina Orion (un agent de la division du renseignement et auparavant ennemie de l'ancienne classe VII), Ash Carbide (un délinquant orphelin) et Musse Egret (une étudiante noble originaire de la province de Lamare). Pour aider Rean dans ses fonctions d'enseignant, on retrouve l'ancienne présidente du conseil étudiant et le membre supérieur de Thors, Towa Herschel, Randy de la Section de soutien spécial de Crossbell et le major Michael de la Police militaire ferroviaire. L'ancienne générale de l'Alliance Noble Aurelia Le Guin est nommée directrice du campus de la filiale avec le professeur G. Schmidt comme consultant.
Tout en entraînant la nouvelle classe VII, Rean est chargé par le gouvernement impérial de résoudre de nombreux conflits survenant dans tout Erebonia dans le cadre des exercices sur le terrain du campus, durant lesquels ses anciens camarades de classe VII l'assistent. Les incidents ont été provoqués par Ouroboros en vue de reprendre le plan Phantasmal Blaze dérobé par le chancelier Osborne à la fin de la guerre civile. Un ancien groupe, connu sous le nom de Gnomes, opérant désormais sous le nom de Black Workshop, avec son agent Azure Siegfried, est présent dans chaque incident.
Lors de l'exercice sur le terrain à Heimdallr et en conjonction avec le Festival d'été, Ash est possédé par une malédiction et tente d'assassiner l'empereur, le blessant gravement. Le chancelier Osborne prend alors le pouvoir en tant qu'Empereur intérimaire tandis que l'empereur se remet de ses blessures et jette la faute sur la République de Calvard, limitrophe, pour la tentative d'assassinat, créant un casus belli pour la guerre. Rean et ses amis finissent par entrer en contact avec Roselia du clan Hexen, une sorcière immortelle qui veillait sur Erebonia depuis des siècles. Roselia explique qu'il y a plus de mille ans, les ancêtres d'Erebonia se sont fait la guerre en utilisant les Sept-Terrions de Terre et de Feu. Les deux Sept-Terrions finirent par se détruire et fusionnèrent pour devenir le Sept-Terrion d'Acier, le « Great One ». Réalisant le danger de cette nouvelle entité, deux groupes, le Clan Hexen et les Gnomes, ont divisé le Great One en sept morceaux et les ont scellés dans les sept Chevaliers Divins, dont le mecha Valimar de Rean.
Rean découvre plus tard que le chancelier Osborne, Ouroboros et les Gnomes se sont alliés pour déclencher la malédiction scellée du Great One dans tout Zemuria, ce qui inaugurerait le « grand crépuscule » qui mettra fin au monde. Rean et ses amis tentent d'arrêter Osborne, forcés de se frayer un chemin à travers Ouroboros, les agents des Gnomes et les Ironbloods d'Osborne. Cependant, après que Millium se soit sacrifiée pour protéger Rean et sa sœur Altina, Rean perd le contrôle de ses pouvoirs Ogre de rage, transformant Valimar en une entité à l'apparence diabolique, ainsi que débloquant de manière permanente le pouvoir Ogre de Rean. Rean et Valimar se déchaînent alors, tuant violemment la bête noire, ce qui met fin à la malédiction. Osborne, Crow, Rutger et Arianrhod invoquent alors leurs chevaliers divins, vaincent et capturent Rean et Valimar.

## Développement
L'intention de créer une troisième entrée dans la méta-série Trails of Cold Steel a été annoncée dès décembre 2015, lors de l' assemblée générale des actionnaires de Nihon Falcom 2015. La planification initiale a commencé début 2016, même si l'équipe de développement était initialement divisée sur les plates-formes sur lesquelles le jeu devrait sortir. D'une part, la PlayStation Vita était préférée, en raison de sa plus grande base d'utilisateurs au Japon et des entrées précédentes de la série qui y avaient été publiées, mais l'équipe voulait également envisager d'utiliser la PlayStation 4 beaucoup plus puissante, pour toucher un plus grand public. Le développement à grande échelle du titre a commencé vers la mi-2016. Le jeu a été officiellement dévoilé en décembre 2016, lors de l'assemblée générale des actionnaires de Falcom 2016,. Contrairement aux deux entrées précédentes, aucune version Vita ou PlayStation 3 n'a été développée mais elle utilise toujours le même moteur de jeu PhyreEngine. Le jeu était initialement prévu pour le troisième trimestre 2017 au Japon, puis a été confirmé pour le 28 septembre 2017.[réf. nécessaire] Il a été mentionné lors de l'assemblée des actionnaires de 2016 qu'un facteur décisif dans le développement du jeu pour la PS4 était d'aider à assurer des ventes internationales plus élevées pour le jeu, la PS4 disposant d'une base d'utilisateurs beaucoup plus importante dans la plupart des pays en dehors du Japon depuis 2016. Cette prémisse a été répétée en juillet 2017, le président de Falcom, Toshihiro Kondo, déclarant : 
Une localisation officielle en anglais et en français a été annoncée le 17 janvier 2019, pour être publiée par NIS America plutôt que par Xseed Games, qui étaient responsables des localisations occidentales pour les deux premiers jeux Trails of Cold Steel. L'annonce de la prise de contrôle de NIS America a suscité une certaine inquiétude parmi les fans, en raison de leur précédent travail très critiqué sur Ys VIII: Lacrimosa de Dana, un autre jeu Falcom. En juillet 2019, il a été annoncé que le jeu avait été retardé de sa date de sortie initiale de septembre 2019 en Amérique du Nord et en Europe jusqu'au 22 octobre 2019. Un port sur Nintendo Switch a été annoncé en décembre 2019, qui a été publié au Japon le 19 mars 2020  et qui sortira en Amérique du Nord et en Europe le 30 juin 2020 et en Océanie le 7 juillet 2020. Une version de Microsoft Windows a été publiée le 23 mars 2020.

## Accueil

### Réception critique
Après l'accueil positif des deux premières entrées de Trails of Cold Steel, les journalistes étaient généralement enthousiastes à l'idée d'une troisième entrée, même si beaucoup déploraient l'absence d'une version Vita du jeu,,,.

### Ventes
Trails of Cold Steel III a fait des débuts prometteurs en étant le jeu le plus vendu au cours de sa semaine de sortie au Japon, avec 87 261 exemplaires. Il s'agit d'une baisse importante par rapport aux 151 781 unités vendues de Cold Steel II au cours de sa première semaine. Media Create a attribué cette baisse à l'absence de version pour PlayStation Vita. Malgré cela, les rapports de ventes de Dengeki ont « estimé qu'environ 80% des jeux physiques a été vendu lors de son lancement, et Falcom a annoncé que le jeu avait les meilleures ventes de jeux numériques de la série ».